# 薄熙来
薄 熙来（はく きらい、簡体字：薄熙来、英語: Bo Xilai、1949年7月3日 - ）は、中華人民共和国の政治家。国務院副総理などを務めた薄一波を父に持ち、太子党に属する。保守派の旗手として第17期党中央政治局委員兼重慶市党委員会書記を務めたが、薄熙来事件と呼ばれる汚職・スキャンダルの摘発により失脚した。同事件は腐敗摘発と共に胡温派との権力闘争に敗北したという面がある。

## 経歴

### 生い立ち
1949年7月3日、北平市（現：北京市）で薄一波の次男として誕生する。本籍は山西省定襄県。北京市第四中学校卒業後の1968年1月に就職した。同時期に展開されていた文化大革命では紅衛兵組織「連動」の一員であったが、薄は父の失脚に伴って投獄された（公式履歴では学習班で労働とされている）。1972年より北京市第二軽工業局五金機修工場に勤務。1977年2月、北京大学歴史系世界史専攻に入学。1979年9月、中国社会科学院研究生院（大学院に相当）国際新聞（報道）専攻に入学し、1982年8月に修了して修士号を授与された。

### 中国共産党入党
中国社会科学院在学中の1980年10月、中国共産党に入党した。修了後の1982年8月には党中央書記処研究室に配属され、党中央弁公庁幹部となる。

### 遼寧省での活動
1984年10月、遼寧省に転出して同省金県党委員会副書記となる。その後、遼寧省大連市金州党委員会書記、大連市経済技術開発区党委員会書記などを歴任。1988年2月、大連市党委員会宣伝部長兼市党委常務委員となる。翌年3月、大連市党委員会常務委員兼常務副市長に就任。1992年8月、大連市党委員会副書記兼市長代理となり、翌年3月、大連市長に昇格。同月、第8期全国人民代表大会遼寧省代表（議員）に選出。以後、第9期（1998年 - 2003年）・第10期（2003年 - 2008年）と全国人民代表大会遼寧省代表として再選される。1999年9月には遼寧省党委常務委員・大連市党委員会書記兼市長に昇進。大連市長在任中は環境政策に力を注ぐ一方、日本企業など外資を呼び込んで地元経済の発展に力を尽くした。2000年8月、大連市長を退き、遼寧省党委員会常務委員・大連市党委員会書記の職に専念する。2001年1月、遼寧省党委員会副書記に就任し、1月10日の同省第9期人民代表大会常務委員会第20回会議において同省副省長・省長代理に選出され、2月24日、正式に遼寧省長となる。2002年11月、第16回党大会において党中央委員に選出される。薄はこの年、瀋陽などで暴力を用いて他人の財産を奪い、中国東北部で巨万の富を得た劉湧を拘束し、処刑した。薄は暴力団と民間企業の癒着を許さず、徹底して摘発していき民衆の支持を得た。遼寧省での経験は、積極的な外資導入による経済発展と暴力団に対する厳格な姿勢といった薄の政治姿勢を涵養し、後に赴任する重慶市での施政でも活かされることになる。

### 閣僚就任
2004年2月29日、経済・貿易を管掌する商務部長（大臣）に就任した。在任中は対外貿易摩擦が激しさを増すなか、繊維製品の輸出について欧州連合との交渉を開始した。

### 重慶に「独立王国」を築く
2007年10月の第17回党大会で中央委員に再選され、党中央政治局委員に昇格した。同年11月30日には重慶市党委員会書記に任命される。12月29日に商務部長を退任し、2008年3月には第11期全国人民代表大会重慶市代表に選出される。
薄が赴任した重慶市は、1997年に「西部大開発の拠点」とするため4番目の直轄市に格上げされた都市であった。しかしながら、薄が赴任するまでの10年間は外資投資が進展しなかった。2003年までの投資総額は5億ドルに届かず、2003年から2007年の合計もわずか10億ドルだった。ところが、薄が赴任し外資導入に着手すると、2008年の外資の投資額は対前年比170％増の27億ドルとなり、翌年には39億ドルを達成した。薄は外資導入によって年16％を超える超高度経済成長をつくり上げる一方で、低所得者向けの住宅を建造して農村の居住環境を整え、都市と農地が混在する重慶市の特性を生かして発展に導き、重慶の庶民に発展の恩恵を実感させた。
その一方で貧富の格差が深刻で、腐敗した役人や警察ら権力者が威張り散らし、それに大衆の不満が臨界点に達しつつある重慶社会の危険な現実を的確に把握していた。重慶での政治実績を以て、来る第18回党大会で最高指導部である中央政治局常務委員会入りを目論む薄は、低所得者層に未だ根強い毛沢東の政治手法をまねて民衆の支持を獲得しようとした。「共同富裕」のスローガンを掲げて格差是正や平等・公平をアピールし、民衆をひきつけた。そして、大衆を動員し毛沢東時代の革命歌を歌わせる政治キャンペーン「唱紅」を展開した。「唱紅」の目的は古き良き共産党のアピールであったが、これが思わぬ懐古ブームを巻き起こし、人々から好評を得た。また、2009年6月からは犯罪組織一斉検挙キャンペーンである「打黒」を展開した。同年7月より市公安局などを巻き込んだ大規模汚職事件の摘発に乗り出し、事件の中心人物である重慶市司法局長（公安局前任副局長）の文強を初めとして1500人以上を摘発。この事件の捜査は翌年3月に終了した。薄は成果を強調したが、「行き過ぎだ」、「個人的な人気取りだ」などと批判された。改革派知識人たちは、「打黒」の過程で無罪の者を有罪にしたり、死刑に値しない者も処刑したりするなど、法を無視した捜査に最大の問題があると指摘するが、薄熙来は毛沢東が文革時に実践したように、法やルールより、大衆からの喝采を重視した。薄は「打黒」によって、自らの政敵を大衆の忌み嫌う「腐敗幹部」として徹底的に排除していったが、「打黒」によって地方の利益を壟断する黒社会・地下経済に正面からメスを入れたことで、薄が大衆から大喝采を浴びたこともまた事実である。
重慶における薄の施政は、中央の幹部にも好意的に評価する声が多かった。江沢民派（上海閥）の呉邦国（党中央政治局常務委員・全人代常務委員長）、李長春（党中央政治局常務委員）、賀国強（党中央政治局常務委員）や、同じ太子党の習近平（党中央政治局常務委員・国家副主席）などは、薄の施政を重慶モデルと称賛した。薄の施政は、行き過ぎた市場経済を追求した改革の結果、平等・公平という社会主義の本質が失われたと批判し、毛沢東時代への郷愁を前面に出している。これは胡錦濤総書記・温家宝総理が目指す「鄧小平路線の進化」と対立するものであった。薄は重慶市党委書記という立場ながら重慶市の武装警察だけでなく成都軍区の人民解放軍にも影響力を及ぼす形で胡温体制と対峙し、重慶を独立王国と化していった。

### 失脚
2011年11月14日、重慶のホテルで大連時代から薄熙来一家と懇意であったイギリス人実業家のニール・ヘイウッドが死亡しているのが発見された。当初、重慶市当局は死因を急性アルコール中毒と発表し、司法解剖も行わずに遺体は火葬されていたが、のちに関係者の証言からヘイウッドが禁酒家であることが明らかとなり、殺人の疑惑が急浮上した。イギリス政府は中国にヘイウッドの死亡原因の全容解明を要請した。重慶市公安局長で薄の腹心であった王立軍が捜査責任者として、重慶市公安局が再捜査に着手した。重慶市公安局は捜査によって、薄の妻の谷開来と薄の生活秘書がヘイウッドを青酸カリにより毒殺したこと、薄一家が数十億ドルにものぼる不正蓄財した財産をヘイウッドが海外送金していたこと、薄一家が不正蓄財した財産について谷とヘイウッドとの間に諍いがあったことが事件のきっかけであることを把握した。
薄は王による再捜査に危惧を抱き、2012年2月2日に王を重慶市公安局長から解任し、役職を政治的実権のない重慶市副市長のみとした。身の危険を感じた王は2月6日、四川省成都のアメリカ合衆国総領事館に駆け込む亡命未遂事件を起こした。この事件が発覚したことをきっかけに、谷が関与したヘイウッド殺害事件や薄一家の不正蓄財など、薄を巡るスキャンダルがメディアで報道されるようになった。
王立軍亡命未遂事件は、薄の政治生命に大きな影響を及ぼした。2月中には薄に対する専門調査グループの設置が噂された。去就が注目されるなか、薄は翌月に開催された第11期全人代第5回会議に出席したが、3月8日、「刑事訴訟法修正案」の審議の際、薄は会議を欠席して様々な憶測を呼んだ。3月9日、薄は記者会見を開き、「自分は汚職の調査対象ではない」と述べたが、3月14日、国務院総理の温家宝は、全人代閉幕後の記者会見で、薄の「唱紅・打黒」運動を文化大革命になぞらえて批判した。3月15日、党中央組織部は、王立軍亡命未遂事件の責任により、薄の重慶市党委書記職解任を発表した。
新華社は4月10日、ヘイウッドの死は他殺であり、この事件に薄の妻である谷と薄の生活秘書が関与していること、谷と薄の生活秘書が既に司法当局に身柄を拘束されていることを公表した。そしてこの日、党中央は薄に重大な規律違反があったために中央政治局委員・中央委員の職務を停止し、党中央規律検査委員会に審査をゆだねたことを公表した。
9月28日、党中央は中央規律検査委員会の調査結果を受け、薄を党から除名して公職追放するとともに、刑事訴追することを決定した。10月26日、全人代常務委員会は薄熙来の代表資格の取り消しを決定。これにより、薄は全ての公職から追放された。

### 裁判
2013年7月、薄に対して遼寧省時代の職務に絡んだ約2000万元（約3億2000万円）の収賄罪と約500万元（約8000万円）の横領罪、重慶市共産党委員会書記時代の職権乱用罪で起訴されたことが発表された。
山東省済南市中級人民法院は、微博で起訴内容や法廷内の写真を次々と伝える異例の対応をしたが、これは裁判の透明性と公正性をアピールする狙いがあるとみられる。一方で、裁判では薄の両脇に身長2メートル近い警備員を2人配置し、警備員の1人は元バスケットボール選手であったことがネットユーザーで明らかにされたが、これは身長180センチを超える薄を小さく見せて政治的失脚を印象づける意図があったとみられている。
この裁判においては当初は罪を認めると見られた薄が証人質問で検察側証人から自らに有利な証言を引き出すなど、異例の裁判となった。例えば薄に賄賂を送るため谷と息子（薄瓜瓜）に便宜を図ったとされる経営者に対しては、
```
薄：あなたは瓜瓜に航空券やクレジットカード、セグウェイ（自立型スクーター）を与えたことを私に言ったことがあるか。
証人：ない。
薄：（瓜瓜と友人の）アフリカ旅行については？　費用を出してくれたそうだが。
証人：ない。
薄：事実に忠実な証言に感謝する。谷開来への高価なプレゼントや瓜瓜への高価な腕時計について、私に話したことは？
証人：ない。
```

と収賄に自分が関与していたことを否定する証言を検察側証人から引き出している。
2013年9月21日、山東省済南市の裁判所は、薄に対して無期懲役の判決を言い渡し、同年10月25日に確定した。

### その後
2017年、肝臓がんになったことが報じられる。
2021年11月23日に義母が99歳で死去し、夫妻の外出が許可されるかが注目された。12月8日に北京で行われた告別式には薄夫妻とアメリカに出国中の息子名義で花輪が飾られたものの、夫妻は姿を現さなかった。
習近平国家主席の失脚説が取り沙汰されるなか、後任適格者として有力視する見方も示されている。

## 家庭
薄の現在の妻である谷開来（こく かいらい）は弁護士。ヘイウッド殺害事件を起こしたことで、2012年4月に身柄拘束され、同年8月に執行猶予2年付きの死刑判決が言い渡され、2015年12月に無期懲役に減刑された。
谷との間に長男の薄瓜瓜（はく かか、ボー・グァグァ）がおり、ヘイウッドの紹介でイギリスのハロウスクールに留学・卒業(ヘイウッドもハロウスクールの卒業生である)、ついでオックスフォード大学で2010年に政治哲学部の学士号を取得し、2012年5月、ハーバード大学大学院の修士号を取得した。
2013年7月にはコロンビア大学ロースクールに入学した。
薄は離婚歴があり、北京市党委第一書記などを歴任した李雪峰の娘で、301医院（人民解放軍総医院）に務める軍医だった李丹宇と結婚していた。彼女との間にも一男・李望知がおり、北京大学法学院で学び更にアメリカのコロンビア大学に留学して修士号を取得後、米シティグループに勤務していた。
薄熙来の私生児の娘、薄甜甜（仮名は鮑佳琦）は、薄の弟の養子として育てられていたことが、民主党の大統領ジョー・バイデンとその次男ハンター・バイデンの中国華信能源（CEFCチャイナ・エナジー）との電子メールスキャンダルによって知られた。